# شیلنگا
شیلنگا (به لاتین: Shilenga) یک منطقهٔ مسکونی در روسیه است که در استان آرخانگلسک واقع شده‌است.